# Neuroradiologie

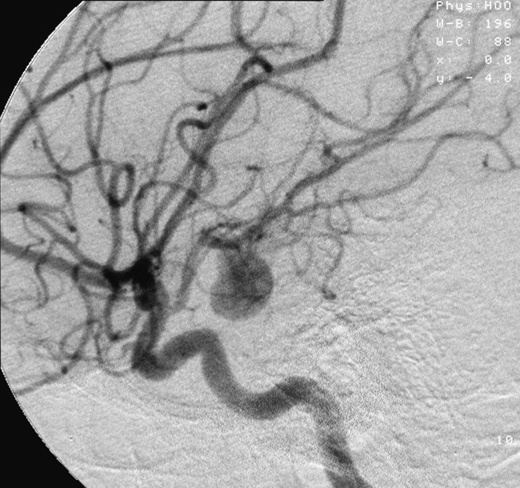
Angiographie d'un anévrisme sur une artère cérébrale.

La neuroradiologie est une branche de la radiologie qui s'occupe des examens d'imagerie du crâne (dont l'imagerie cérébrale) et du rachis cervical, dorsal et lombaire.
Elle concerne les adultes et les enfants (neuroradiologie pédiatrique) et peut être à visée diagnostique ou interventionnelle.

## Neuroradiologie interventionnelle
La neuroradiologie interventionnelle est la partie de la radiologie interventionnelle spécialisée dans le traitement (coïls, stents) des malformations vasculaires du cerveau et de la moelle épinière (par exemple, anévrismes intracrâniens) qu'elles soient congénitales (angiomes) ou acquises (accidents ischémiques cérébraux, fistules durales et méningées).
C'est également l'une des meilleurs manières de traiter un anévrisme, une malformation artério-veineuse cérébrale ou un accident vasculaire cérébral (AVC) ischémique. Le développement de cette spécialité en France, qui permet de lutter contre les conséquences des AVC en multplication, est liée à la collaboration entre chercheurs, ingénieurs (BALT) et médecins.

## Techniques
Elle utilise les techniques de la radiologie dont la tomodensitométrie, l'imagerie par résonance magnétique (IRM) ainsi que les examens vasculaires cérébraux (angiographie).

## Législation
En France, les interventions par voie endovasculaire en neuroradiologie sont réglementées par le décret n° 2007-367 du 19 mars 2007 et la circulaire DHOS/O4 no 2007-389 du 29 octobre 2007.